# Мирела Демирева
Мирела Карасимирова Демирева (Софија, 28. септембар 1989) је бугарска атлетичарка, специјалиста за скок увис.

## Биографија
Рођена је у спортској породици. Отац јој је 1981. био европски јуниорски првак у трци на 400 метара са препонама, а мајка Валија чланица бугарске штафете 4 х 100 метара, са којом је на Светском првенству у Риму 1987. била четврта, а на Олимпијским играма у Сеулу 1988. пета.
Од 2009. студира политичке науке.

## Спортска биографија
У раном детињству Демирева чини прве кораке у атлетици. Први тренер из тог времена био је Антон Бон, после је припрема Румјана Ценова, па Љубомир Запријанов.
Од 2004. Демиреву преузима тренер за скок увис Лилијана Видева.
У 2009. години, на европском првенству кадета (У-20) у Каунасу, (Литванија) доживљава повреду скочног зглоба, која је довела до пуцања дела зглоба. Оперисана је, а период опоравка трајао је у континуитету 18 месеци.
Спортски менаџер Демиреве је Холанђанин Штефан Крејкамп. Највећи успех у каријери је остварила на Олимпијским играма 2016. у Рио де Жанеиру када је узела сребрну медаљу.

## Значајнији резултати
| Год.     | Такмичење                         | Место          | Пласман  | Резултат | Детаљи                                 |          |
| Бугарска | Бугарска                          | Бугарска       | Бугарска | Бугарска | Бугарска                               | Бугарска |
| -------- | --------------------------------- | -------------- | -------- | -------- | -------------------------------------- | -------- |
| 2007.    | Европско јуниорско првенство Y-20 | Хенгело        |          | 1,82 м   |                                        |          |
| 2008.    | Балканско првенство у дворани     | Атина          | 3.       | 1,80 м   |                                        |          |
| 2008.    | Светско јуниорско првенство У-19  | Бидгошћ        | 2.       | 1,86 м.  |                                        |          |
| 2009.    | Балканско првенство у дворани     | Атина          | 2.       | 1,84 м.  |                                        |          |
| 2012.    | Европско првенство                | Хелсинки       | 8.       | 1,92 м   |                                        |          |
| 2013.    | Европско првенство у двпрани      | Гетеборг       | 7.       | 1,87 м   |                                        |          |
| 2014.    | Балканско првенство               | Питешти        | 2.       | 1,87 м   |                                        |          |
| 2015.    | Европско екипно првенство         | Стара Загора   | 1.       | 1,91 м   |                                        |          |
| 2015.    | Балканско првенство               | Питешти        | 1.       | 1,91 м   |                                        |          |
| 2015.    | Светско првенство                 | Пекинг         | 9.       | 1,88 м   | Архивирано на веб-сајту (19. јул 2016) |          |
| 2016     | Балканско првенство               | Питешти        | 1.       | 1,91 м   |                                        |          |
| 2016     | Европско првенство                | Амстердам      |          | 1,96 м   |                                        |          |
| 2016     | Олимпијске игре                   | Рио де Женеиро |          | 1,97 м   |                                        |          |
| 2017     | Светско првенство                 | Лондон         | 7.       | 1,92 м   |                                        |          |
| 2018     | Светско првенство у дворани       | Бирмингем      | 6.       | 1,89 м   |                                        |          |
| 2018     | Европско првенство                | Берлин         |          | 2,00 м   |                                        |          |
| 2019     | Светско првенство                 | Доха           | 10.      | 1,89 м   |                                        |          |

## Лични рекорди
| Дисциплина | Дисциплина   | Резултат | Место         | Даум                           |
| ---------- | ------------ | -------- | ------------- | ------------------------------ |
| Скок увис  | На отвореном | 1,97 м   | Шчећин        | 18. јун 2016.                  |
| Скок увис  | У дворани    | 1,92 м   | Гетеборг Гент | 2. март 2013. 7. фебруар 2015. |

## Скорашње везе
- Профил Миреле Демиреве на сајту ИААФ
- Мирела Демирева по пътя на успеха (језик: бугарски)